# Груповий етап Ліги Європи УЄФА 2020—2021
Груповий етап Ліги Європи УЄФА 2020—2021 почався 22 жовтня 2020 та закінчився 10 грудня 2020. У груповому етапі 48 команд змагалися за 24 з 32 місць в плей-оф Ліги Європи УЄФА 2020—2021.
Антверпен, Гранада, Лестер Сіті, Омонія та Сівасспор вперше зіграють в груповому етапі Ліги Європи.

## Формат
В кожній групі команди грають між собою по одному матчу вдома та на виїзді за круговою системою. 1-е та 2-е місця проходять до 1/16 фіналу Ліги Європи разом з 3-ми місцями групового етапу Ліги чемпіонів.

### Правила розподілу місць
Команди посідають місця у групі відповідно до набраних очок (3 очки за перемогу, 1 за нічию та 0 за поразку), та якщо команди набрали однакову кількість балів, застосовуються наступні критерії (у вказаному порядку), для визначення місця у групі (стаття регламенту 16.01):
1. Очки, набрані в очних зустрічах між командами під питанням;
2. Різниця м'ячів, забитих в очних зустрічах між командами під питанням;
3. Голи, забиті в очних зустрічах між командами під питанням;
4. Голи на виїзді, забиті в очних зустрічах між командами під питанням;
5. Якщо команд під питанням більше двох та після застосування усіх попередніх правил ще залишаються команди під питанням, то для них окремо повторно застосовуються попередні правила;
6. Різниця м'ячів, забитих в усіх матчах групового етапу;
7. Голи, забиті в усіх матчах групового етапу;
8. Голи на виїзді, забиті в усіх матчах групового етапу;
9. Кількість перемог в усіх матчах групового етапу;
10. Кількість перемог на виїзді в усіх матчах групового етапу;
11. Дисциплінарні бали (червона картка = 3 бала, жовта картка = 1 бал, вилучення за дві жовті картки в одному матчі = 3 бала);
12. Клубний коефіцієнт УЄФА.

## Групи
Розклад матчів групового етапу було затверджено 2 жовтня 2020. Матчі заплановано на 22 жовтня, 29 жовтня, 5 листопада, 26 листопада, 3 грудня та 10 грудня 2020. Матчі починаються о 19:55 та 22:00 EET/EEST.
Час вказано в EET/EEST (київський час) (місцевий час, якщо відрізняється, вказано в дужках).

### Група A
| Поз | Команда  | І | В | Н | П | ГЗ | ГП | РГ | О  | Кваліфікація         |     | РОМ | ЯБ  | КЛЖ | ЦСС |
| --- | -------- | - | - | - | - | -- | -- | -- | -- | -------------------- | --- | --- | --- | --- | --- |
| 1   | Рома     | 6 | 4 | 1 | 1 | 13 | 5  | +8 | 13 | Вихід до 1/16 фіналу |     | —   | 3:1 | 5:0 | 0:0 |
| 2   | Янг Бойз | 6 | 3 | 1 | 2 | 9  | 7  | +2 | 10 | Вихід до 1/16 фіналу |     | 1:2 | —   | 2:1 | 3:0 |
| 3   | Клуж     | 6 | 1 | 2 | 3 | 4  | 10 | −6 | 5  |                      |     | 0:2 | 1:1 | —   | 0:0 |
| 4   | ЦСКА     | 6 | 1 | 2 | 3 | 3  | 7  | −4 | 5  |                      | 3:1 | 0:1 | 0:2 | —   |     |

1. 1 2  Очки в очних зустрічах: Клуж 4, ЦСКА 1

| 22 жовтня 2020 19:55 |

| ЦСКА | 0:2      | Клуж                          |
| ---- | -------- | ----------------------------- |
|      | Протокол | - Рондон 53' - Дяк 74' (пен.) |

| Васил Левський, Софія |

| 22 жовтня 2020 19:55 (18:55 CEST) |

| Янг Бойз           | 1:2      | Рома                       |
| ------------------ | -------- | -------------------------- |
| - Нсаме 14' (пен.) | Протокол | - Перес 69' - Кумбулла 74' |

| Ванкдорф, Берн |

| 29 жовтня 2020 22:00 (21:00 CET) |

| Рома | 0:0      | ЦСКА |
| ---- | -------- | ---- |
|      | Протокол |      |

| Олімпійський, Рим |

| 29 жовтня 2020 22:00 |

| Клуж         | 1:1      | Янг Бойз       |
| ------------ | -------- | -------------- |
| - Рондон 62' | Протокол | - Фасснахт 69' |

| Константін Радулеску, Клуж-Напока |

| 5 листопада 2020 19:55 (18:55 CET) |

| Рома                                                                 | 5:0      | Клуж |
| -------------------------------------------------------------------- | -------- | ---- |
| - Мхітарян 2' - Ібаньєс 24' - Майораль 34', 84' - Педро Родрігес 89' | Протокол |      |

| Олімпійський, Рим |

| 5 листопада 2020 22:00 (21:00 CET) |

| Янг Бойз                           | 3:0      | ЦСКА |
| ---------------------------------- | -------- | ---- |
| - Мамбімбі 2', 32' - Сулеймані 18' | Протокол |      |

| Ванкдорф, Берн |

| 26 листопада 2020 19:55 |

| ЦСКА | 0:1      | Янг Бойз    |
| ---- | -------- | ----------- |
|      | Протокол | - Нсаме 34' |

| Васил Левський, Софія |

| 26 листопада 2020 22:00 |

| Клуж | 0:2      | Рома                                   |
| ---- | -------- | -------------------------------------- |
|      | Протокол | - Дебелюх 49' (аг) - Верету 67' (пен.) |

| Константін Радулеску, Клуж-Напока |

| 3 грудня 2020 22:00 |

| Клуж | 0:0      | ЦСКА |
| ---- | -------- | ---- |
|      | Протокол |      |

| Константін Радулеску, Клуж-Напока |

| 3 грудня 2020 22:00 (21:00 CET) |

| Рома                                       | 3:1      | Янг Бойз    |
| ------------------------------------------ | -------- | ----------- |
| - Майораль 44' - Калафьорі 59' - Джеко 81' | Протокол | - Нсаме 34' |

| Олімпійський, Рим |

| 10 грудня 2020 19:55 |

| ЦСКА                          | 3:1      | Рома           |
| ----------------------------- | -------- | -------------- |
| - Родрігеш 5' - Соуе 34', 55' | Протокол | - Міланезе 22' |

| Васил Левський, Софія |

| 10 грудня 2020 19:55 (18:55 CET) |

| Янг Бойз                             | 2:1      | Клуж          |
| ------------------------------------ | -------- | ------------- |
| - Нсаме 90+3' (пен.) - Гаудіно 90+6' | Протокол | - Дебелюх 84' |

| Ванкдорф, Берн |

### Група B
| Поз | Команда | І | В | Н | П | ГЗ | ГП | РГ  | О  | Кваліфікація         |     | АРС | МОЛ | РАП | ДАН |
| --- | ------- | - | - | - | - | -- | -- | --- | -- | -------------------- | --- | --- | --- | --- | --- |
| 1   | Арсенал | 6 | 6 | 0 | 0 | 20 | 5  | +15 | 18 | Вихід до 1/16 фіналу |     | —   | 4:1 | 4:1 | 3:0 |
| 2   | Молде   | 6 | 3 | 1 | 2 | 9  | 11 | −2  | 10 | Вихід до 1/16 фіналу |     | 0:3 | —   | 1:0 | 3:1 |
| 3   | Рапід   | 6 | 2 | 1 | 3 | 11 | 13 | −2  | 7  |                      |     | 1:2 | 2:2 | —   | 4:3 |
| 4   | Дандолк | 6 | 0 | 0 | 6 | 8  | 19 | −11 | 0  |                      | 2:4 | 1:2 | 1:3 | —   |     |

| 22 жовтня 2020 19:55 (17:55 IST) |

| Дандолк      | 1:2      | Молде                                 |
| ------------ | -------- | ------------------------------------- |
| - Мюррей 35' | Протокол | - Хуссаїн 62' - Омойжуанфо 72' (пен.) |

| Таллот, Дублін |

| 22 жовтня 2020 19:55 (18:55 CEST) |

| Рапід        | 1:2      | Арсенал                         |
| ------------ | -------- | ------------------------------- |
| - Фунтас 51' | Протокол | - Давід Луїс 70' - Обамеянг 74' |

| Альянцштадіон, Відень |

| 29 жовтня 2020 22:00 (20:00 GMT) |

| Арсенал                              | 3:0      | Дандолк |
| ------------------------------------ | -------- | ------- |
| - Нкетіа 42' - Віллок 44' - Пепе 46' | Протокол |         |

| Емірейтс, Лондон |

| 29 жовтня 2020 22:00 (21:00 CET) |

| Молде            | 1:0      | Рапід |
| ---------------- | -------- | ----- |
| - Омойжуанфо 65' | Протокол |       |

| Акер, Молде |

| 5 листопада 2020 19:55 (18:55 CET) |

| Рапід                                                  | 4:3      | Дандолк                                         |
| ------------------------------------------------------ | -------- | ----------------------------------------------- |
| - Любічич 22' - Аразе 79' - М. Гофманн 87' - Демір 90' | Протокол | - Гобан 7' - Макміллан 82' (пен.), 90+6' (пен.) |

| Альянцштадіон, Відень |

| 5 листопада 2020 22:00 (20:00 GMT) |

| Арсенал                                                      | 4:1      | Молде           |
| ------------------------------------------------------------ | -------- | --------------- |
| - Хауген 45+1' (аг) - Сінян 62' (аг) - Пепе 69' - Віллок 88' | Протокол | - Еллінгсен 21' |

| Емірейтс, Лондон |

| 26 листопада 2020 19:55 (18:55 CET) |

| Молде | 0:3      | Арсенал                               |
| ----- | -------- | ------------------------------------- |
|       | Протокол | - Пепе 50' - Нелсон 55' - Балогун 83' |

| Акер, Молде |

| 26 листопада 2020 22:00 (20:00 GMT) |

| Дандолк            | 1:3      | Рапід                             |
| ------------------ | -------- | --------------------------------- |
| - Шилдс 63' (пен.) | Протокол | - Кнасмюллнер 11' - Кара 37', 58' |

| Авіва, Дублін |

| 3 грудня 2020 22:00 (21:00 CET) |

| Молде                                          | 3:1      | Дандолк        |
| ---------------------------------------------- | -------- | -------------- |
| - Ейкрем 30' - Омойджуанфо 41' - Еллінгсен 67' | Протокол | - Флорес 90+4' |

| Акер, Молде |

| 3 грудня 2020 22:00 (20:00 GMT) |

| Арсенал                                               | 4:1      | Рапід          |
| ----------------------------------------------------- | -------- | -------------- |
| - Ляказетт 10' - Марі 18' - Нкетіа 44' - Сміт-Роу 66' | Протокол | - Кітагава 47' |

| Емірейтс, Лондон |

| 10 грудня 2020 19:55 (17:55 GMT) |

| Дандолк                | 2:4      | Арсенал                                                |
| ---------------------- | -------- | ------------------------------------------------------ |
| - Флорес 22' - Хор 85' | Протокол | - Нкетіа 12' - Ель-Нені 18' - Віллок 67' - Балогун 80' |

| Авіва, Дублін |

| 10 грудня 2020 19:55 (18:55 CET) |

| Рапід                             | 2:2      | Молде             |
| --------------------------------- | -------- | ----------------- |
| - Рітцмайер 43' - Ібрахімоглу 90' | Протокол | - Ейкрем 12', 46' |

| Альянцштадіон, Відень |

### Група C
| Поз | Команда             | І | В | Н | П | ГЗ | ГП | РГ  | О  | Кваліфікація         |     | БАЄ | СЛА | ХБШ | НІЦ |
| --- | ------------------- | - | - | - | - | -- | -- | --- | -- | -------------------- | --- | --- | --- | --- | --- |
| 1   | Баєр 04             | 6 | 5 | 0 | 1 | 21 | 8  | +13 | 15 | Вихід до 1/16 фіналу |     | —   | 4:0 | 4:1 | 6:2 |
| 2   | Славія              | 6 | 4 | 0 | 2 | 11 | 10 | +1  | 12 | Вихід до 1/16 фіналу |     | 1:0 | —   | 3:0 | 3:2 |
| 3   | Хапоель (Беер-Шева) | 6 | 2 | 0 | 4 | 7  | 13 | −6  | 6  |                      |     | 2:4 | 3:1 | —   | 1:0 |
| 4   | Ніцца               | 6 | 1 | 0 | 5 | 8  | 16 | −8  | 3  |                      | 2:3 | 1:3 | 1:0 | —   |     |

| 22 жовтня 2020 19:55 (18:55 CEST) |

| Баєр 04                                                               | 6:2      | Ніцца                        |
| --------------------------------------------------------------------- | -------- | ---------------------------- |
| - Амірі 11' - Аларіо 16' - Діабі 61' - Белларабі 79', 83' - Віртц 87' | Протокол | - Гуїрі 31' - Клод-Моріс 90' |

| БайАрена, Леверкузен |

| 22 жовтня 2020 19:55 |

| Хапоель (Беер-Шева)               | 3:1      | Славія       |
| --------------------------------- | -------- | ------------ |
| - Агудело 45' - Аколатсе 86', 88' | Протокол | - Провод 75' |

| Га-Мошава, Петах-Тіква |

| 29 жовтня 2020 22:00 (21:00 CET) |

| Славія        | 1:0      | Баєр 04 |
| ------------- | -------- | ------- |
| - Олаїнка 80' | Протокол |         |

| Сінобо, Прага |

| 29 жовтня 2020 22:00 (21:00 CET) |

| Ніцца       | 1:0      | Хапоель (Беер-Шева) |
| ----------- | -------- | ------------------- |
| - Гуїрі 23' | Протокол |                     |

| Альянц Рив'єра, Ніцца |

| 5 листопада 2020 19:55 |

| Хапоель (Беер-Шева) | 2:4      | Баєр 04                                      |
| ------------------- | -------- | -------------------------------------------- |
| - Аколатсе 11', 25' | Протокол | - Бейлі 5', 75' - Дадіа 39' (аг) - Віртц 88' |

| Га-Мошава, Петах-Тіква |

| 5 листопада 2020 19:55 (18:55 CET) |

| Славія                      | 3:2      | Ніцца                    |
| --------------------------- | -------- | ------------------------ |
| - Кухта 16', 71' - Сіма 43' | Протокол | - Гуїрі 33' - Ндоє 90+3' |

| Сінобо, Прага |

| 26 листопада 2020 22:00 (21:00 CET) |

| Баєр 04                                           | 4:1      | Хапоель (Беер-Шева) |
| ------------------------------------------------- | -------- | ------------------- |
| - Шик 29' - Бейлі 48' - Демірбай 76' - Аларіо 80' | Протокол | - Швіро 58'         |

| БайАрена, Леверкузен |

| 26 листопада 2020 22:00 (21:00 CET) |

| Ніцца       | 1:3      | Славія                               |
| ----------- | -------- | ------------------------------------ |
| - Гуїрі 61' | Протокол | - Лінгр 15' - Олаїнка 64' - Сіма 75' |

| Альянц Рив'єра, Ніцца |

| 3 грудня 2020 22:00 (21:00 CET) |

| Ніцца                   | 2:3      | Баєр 04                                         |
| ----------------------- | -------- | ----------------------------------------------- |
| - Камара 26' - Ндоє 47' | Протокол | - Діабі 22' - Драгович 32' - Баумгартлінгер 51' |

| Альянц Рив'єра, Ніцца |

| 3 грудня 2020 22:00 (21:00 CET) |

| Славія                                   | 3:0      | Хапоель (Беер-Шева) |
| ---------------------------------------- | -------- | ------------------- |
| - Сіма 31' - Станчу 36' - Твіто 85' (аг) | Протокол |                     |

| Сінобо, Прага |

| 10 грудня 2020 19:55 (18:55 CET) |

| Баєр 04                                       | 4:0      | Славія |
| --------------------------------------------- | -------- | ------ |
| - Бейлі 8', 32' - Діабі 59' - Белларабі 90+1' | Протокол |        |

| БайАрена, Леверкузен |

| 10 грудня 2020 19:55 |

| Хапоель (Беер-Шева) | 1:0      | Ніцца |
| ------------------- | -------- | ----- |
| - Хатуель 72'       | Протокол |       |

| Га-Мошава, Петах-Тіква |

### Група D
| Поз | Команда   | І | В | Н | П | ГЗ | ГП | РГ | О  | Кваліфікація         |     | РЕЙ | БЕН | СТД | ЛЕХ |
| --- | --------- | - | - | - | - | -- | -- | -- | -- | -------------------- | --- | --- | --- | --- | --- |
| 1   | Рейнджерс | 6 | 4 | 2 | 0 | 13 | 7  | +6 | 14 | Вихід до 1/16 фіналу |     | —   | 2:2 | 3:2 | 1:0 |
| 2   | Бенфіка   | 6 | 3 | 3 | 0 | 18 | 9  | +9 | 12 | Вихід до 1/16 фіналу |     | 3:3 | —   | 3:0 | 4:0 |
| 3   | Стандард  | 6 | 1 | 1 | 4 | 7  | 14 | −7 | 4  |                      |     | 0:2 | 2:2 | —   | 2:1 |
| 4   | Лех       | 6 | 1 | 0 | 5 | 6  | 14 | −8 | 3  |                      | 0:2 | 2:4 | 3:1 | —   |     |

| 22 жовтня 2020 19:55 (18:55 CEST) |

| Стандард | 0:2      | Рейнджерс                          |
| -------- | -------- | ---------------------------------- |
|          | Протокол | - Таверньєр 19' (пен.) - Руф 90+3' |

| Моріс Дюфрасн, Льєж |

| 22 жовтня 2020 19:55 (18:55 CEST) |

| Лех              | 2:4      | Бенфіка                                    |
| ---------------- | -------- | ------------------------------------------ |
| - Ісхак 15', 48' | Протокол | - Піцці 9' (пен.) - Нуньєс 42', 60', 90+3' |

| Міський, Познань |

| 29 жовтня 2020 22:00 (20:00 WET) |

| Бенфіка                                         | 3:0      | Стандард |
| ----------------------------------------------- | -------- | -------- |
| - Піцці 49' (пен.), 76' - Вальдшмідт 66' (пен.) | Протокол |          |

| Да Луж, Лісабон |

| 29 жовтня 2020 22:00 (20:00 GMT) |

| Рейнджерс     | 1:0      | Лех |
| ------------- | -------- | --- |
| - Морелос 68' | Протокол |     |

| Айброкс, Глазго |

| 5 листопада 2020 19:55 (18:55 CET) |

| Лех                           | 3:1      | Стандард       |
| ----------------------------- | -------- | -------------- |
| - Скураш 14' - Ісхак 22', 48' | Протокол | - Лестьєнн 29' |

| Міський, Познань |

| 5 листопада 2020 19:55 (17:55 WET) |

| Бенфіка                                           | 3:3      | Рейнджерс                                             |
| ------------------------------------------------- | -------- | ----------------------------------------------------- |
| - Голдсон 2' (аг) - Рафа Сілва 77' - Нуньєс 90+1' | Протокол | - Діогу Гонсалвеш 24' (аг) - Камара 25' - Морелос 51' |

| Да Луж, Лісабон |

| 26 листопада 2020 22:00 (21:00 CET) |

| Стандард                     | 2:1      | Лех         |
| ---------------------------- | -------- | ----------- |
| - Тапсоба 63' - Лаїфіс 90+4' | Протокол | - Ісхак 61' |

| Моріс Дюфрасн, Льєж |

| 26 листопада 2020 22:00 (20:00 GMT) |

| Рейнджерс             | 2:2      | Бенфіка                          |
| --------------------- | -------- | -------------------------------- |
| - Арфілд 7' - Руф 69' | Протокол | - Таверньєр 78' (аг) - Піцці 81' |

| Айброкс, Глазго |

| 3 грудня 2020 22:00 (20:00 GMT) |

| Рейнджерс                                           | 3:2      | Стандард                |
| --------------------------------------------------- | -------- | ----------------------- |
| - Голдсон 39' - Таверньєр 45+1' (пен.) - Арфілд 63' | Протокол | - Лестьєнн 6' - Чоп 41' |

| Айброкс, Глазго |

| 3 грудня 2020 22:00 (20:00 WET) |

| Бенфіка                                               | 4:0      | Лех |
| ----------------------------------------------------- | -------- | --- |
| - Вертонген 36' - Нуньєс 57' - Піцці 58' - Вайгль 89' | Протокол |     |

| Да Луж, Лісабон |

| 10 грудня 2020 19:55 (18:55 CET) |

| Стандард                   | 2:2      | Бенфіка                         |
| -------------------------- | -------- | ------------------------------- |
| - Раскін 12' - Тапсоба 60' | Протокол | - Соарес 16' - Піцці 67' (пен.) |

| Моріс Дюфрасн, Льєж |

| 10 грудня 2020 19:55 (18:55 CET) |

| Лех | 0:2      | Рейнджерс               |
| --- | -------- | ----------------------- |
|     | Протокол | - Іттен 31' - Хаджі 72' |

| Міський, Познань |

### Група E
| Поз | Команда | І | В | Н | П | ГЗ | ГП | РГ | О  | Кваліфікація         |     | ПСВ | ГРА | ПАОК | ОМО |
| --- | ------- | - | - | - | - | -- | -- | -- | -- | -------------------- | --- | --- | --- | ---- | --- |
| 1   | ПСВ     | 6 | 4 | 0 | 2 | 12 | 9  | +3 | 12 | Вихід до 1/16 фіналу |     | —   | 1:2 | 3:2  | 4:0 |
| 2   | Гранада | 6 | 3 | 2 | 1 | 6  | 3  | +3 | 11 | Вихід до 1/16 фіналу |     | 0:1 | —   | 0:0  | 2:1 |
| 3   | ПАОК    | 6 | 1 | 3 | 2 | 8  | 7  | +1 | 6  |                      |     | 4:1 | 0:0 | —    | 1:1 |
| 4   | Омонія  | 6 | 1 | 1 | 4 | 5  | 12 | −7 | 4  |                      | 1:2 | 0:2 | 2:1 | —    |     |

| 22 жовтня 2020 19:55 (18:55 CEST) |

| ПСВ           | 1:2      | Гранада                  |
| ------------- | -------- | ------------------------ |
| - Гетце 45+1' | Протокол | - Моліна 57' - Мачіс 66' |

| Філіпс, Ейндговен |

| 22 жовтня 2020 19:55 |

| ПАОК       | 1:1      | Омонія       |
| ---------- | -------- | ------------ |
| - Мург 56' | Протокол | - Ботеак 16' |

| Тумба, Салоніки |

| 29 жовтня 2020 22:00 |

| Омонія      | 1:2      | ПСВ                |
| ----------- | -------- | ------------------ |
| - Гомес 29' | Протокол | - Мален 40', 90+2' |

| ГСП, Строволос |

| 29 жовтня 2020 22:00 (21:00 CET) |

| Гранада | 0:0      | ПАОК |
| ------- | -------- | ---- |
|         | Протокол |      |

| Лос Карменес, Гранада |

| 5 листопада 2020 19:55 |

| ПАОК                                           | 4:1      | ПСВ                 |
| ---------------------------------------------- | -------- | ------------------- |
| - Шваб 47' - А. Живкович 56', 66' - Тзоліс 58' | Протокол | - Захаві 21' (пен.) |

| Тумба, Салоніки |

| 5 листопада 2020 19:55 |

| Омонія | 0:2      | Гранада                  |
| ------ | -------- | ------------------------ |
|        | Протокол | - Еррера 4' - Суарес 63' |

| ГСП, Строволос |

| 26 листопада 2020 22:00 (21:00 CET) |

| ПСВ                                   | 3:2      | ПАОК                     |
| ------------------------------------- | -------- | ------------------------ |
| - Гакпо 20' - Мадуеке 51' - Мален 53' | Протокол | - Варела 4' - Тзоліс 13' |

| Філіпс, Ейндговен |

| 26 листопада 2020 22:00 (21:00 CET) |

| Гранада                | 2:1      | Омонія       |
| ---------------------- | -------- | ------------ |
| - Суарес 8' - Соро 73' | Протокол | - Асанте 60' |

| Лос Карменес, Гранада |

| 3 грудня 2020 22:00 (21:00 CET) |

| Гранада | 0:1      | ПСВ         |
| ------- | -------- | ----------- |
|         | Протокол | - Мален 38' |

| Лос Карменес, Гранада |

| 3 грудня 2020 22:00 |

| Омонія                           | 2:1      | ПАОК         |
| -------------------------------- | -------- | ------------ |
| - Какулліс 9' - Гомес 84' (пен.) | Протокол | - Тзоліс 39' |

| ГСП, Строволос |

| 10 грудня 2020 19:55 (18:55 CET) |

| ПСВ                                                   | 4:0      | Омонія |
| ----------------------------------------------------- | -------- | ------ |
| - Мален 35' - Дюмфріс 63' (пен.) - Пірое 90+1', 90+3' | Протокол |        |

| Філіпс, Ейндговен |

| 10 грудня 2020 19:55 |

| ПАОК | 0:0      | Гранада |
| ---- | -------- | ------- |
|      | Протокол |         |

| Тумба, Салоніки |

### Група F
| Поз | Команда       | І | В | Н | П | ГЗ | ГП | РГ | О  | Кваліфікація         |     | НАП | РС  | АЗ  | РІЄ |
| --- | ------------- | - | - | - | - | -- | -- | -- | -- | -------------------- | --- | --- | --- | --- | --- |
| 1   | Наполі        | 6 | 3 | 2 | 1 | 7  | 4  | +3 | 11 | Вихід до 1/16 фіналу |     | —   | 1:1 | 0:1 | 2:0 |
| 2   | Реал Сосьєдад | 6 | 2 | 3 | 1 | 5  | 4  | +1 | 9  | Вихід до 1/16 фіналу |     | 0:1 | —   | 1:0 | 2:2 |
| 3   | АЗ            | 6 | 2 | 2 | 2 | 7  | 5  | +2 | 8  |                      |     | 1:1 | 0:0 | —   | 4:1 |
| 4   | Рієка         | 6 | 1 | 1 | 4 | 6  | 12 | −6 | 4  |                      | 1:2 | 0:1 | 2:1 | —   |     |

| 22 жовтня 2020 19:55 (18:55 CEST) |

| Наполі | 0:1      | АЗ           |
| ------ | -------- | ------------ |
|        | Протокол | - де Віт 57' |

| Сан-Паоло, Неаполь |

| 22 жовтня 2020 19:55 (18:55 CEST) |

| Рієка | 0:1      | Реал Сосьєдад    |
| ----- | -------- | ---------------- |
|       | Протокол | - Баутіста 90+3' |

| Руєвіца, Рієка |

| 29 жовтня 2020 22:00 (21:00 CET) |

| Реал Сосьєдад | 0:1      | Наполі         |
| ------------- | -------- | -------------- |
|               | Протокол | - Політано 56' |

| Аноета, Сан-Себастьян |

| 29 жовтня 2020 22:00 (21:00 CET) |

| АЗ                                                          | 4:1      | Рієка           |
| ----------------------------------------------------------- | -------- | --------------- |
| - Копмейнерс 6' (пен.) - Гудмундссон 20', 60' - Карлсон 51' | Протокол | - Куленович 72' |

| АФАС, Алкмаар |

| 5 листопада 2020 19:55 (18:55 CET) |

| Рієка       | 1:2      | Наполі                       |
| ----------- | -------- | ---------------------------- |
| - Мурич 13' | Протокол | - Демме 43' - Браут 62' (аг) |

| Руєвіца, Рієка |

| 5 листопада 2020 19:55 (18:55 CET) |

| Реал Сосьєдад | 1:0      | АЗ |
| ------------- | -------- | -- |
| - Порту 58'   | Протокол |    |

| Аноета, Сан-Себастьян |

| 26 листопада 2020 22:00 (21:00 CET) |

| Наполі                            | 2:0      | Рієка |
| --------------------------------- | -------- | ----- |
| - Анастасіо 41' (аг) - Лосано 75' | Протокол |       |

| Сан-Паоло, Неаполь |

| 26 листопада 2020 22:00 (21:00 CET) |

| АЗ | 0:0      | Реал Сосьєдад |
| -- | -------- | ------------- |
|    | Протокол |               |

| АФАС, Алкмаар |

| 3 грудня 2020 22:00 (21:00 CET) |

| АЗ                 | 1:1      | Наполі       |
| ------------------ | -------- | ------------ |
| - Мартінс Інді 54' | Протокол | - Мертенс 6' |

| АФАС, Алкмаар |

| 3 грудня 2020 22:00 (21:00 CET) |

| Реал Сосьєдад                 | 2:2      | Рієка                          |
| ----------------------------- | -------- | ------------------------------ |
| - Баутіста 69' - Монреаль 79' | Протокол | - Велковський 38' - Лончар 73' |

| Аноета, Сан-Себастьян |

| 10 грудня 2020 19:55 (18:55 CET) |

| Наполі           | 1:1      | Реал Сосьєдад        |
| ---------------- | -------- | -------------------- |
| - Зелінський 35' | Протокол | - Вілліан Жозе 90+2' |

| Сан-Паоло, Неаполь |

| 10 грудня 2020 19:55 (18:55 CET) |

| Рієка                        | 2:1      | АЗ            |
| ---------------------------- | -------- | ------------- |
| - Менало 52' - Томечак 90+3' | Протокол | - Вейндал 57' |

| Руєвіца, Рієка |

### Група G
| Поз | Команда     | І | В | Н | П | ГЗ | ГП | РГ | О  | Кваліфікація         |     | ЛЕС | БРА | ЗОР | АЕК |
| --- | ----------- | - | - | - | - | -- | -- | -- | -- | -------------------- | --- | --- | --- | --- | --- |
| 1   | Лестер Сіті | 6 | 4 | 1 | 1 | 14 | 5  | +9 | 13 | Вихід до 1/16 фіналу |     | —   | 4:0 | 3:0 | 2:0 |
| 2   | Брага       | 6 | 4 | 1 | 1 | 14 | 10 | +4 | 13 | Вихід до 1/16 фіналу |     | 3:3 | —   | 2:0 | 3:0 |
| 3   | Зоря        | 6 | 2 | 0 | 4 | 6  | 11 | −5 | 6  |                      |     | 1:0 | 1:2 | —   | 1:4 |
| 4   | АЕК         | 6 | 1 | 0 | 5 | 7  | 15 | −8 | 3  |                      | 1:2 | 2:4 | 0:3 | —   |     |

1. 1 2  Очки в очних зустрічах: Лестер 4, Брага 1

| 22 жовтня 2020 22:00 (20:00 WEST) |

| Брага                                     | 3:0      | АЕК |
| ----------------------------------------- | -------- | --- |
| - Галено 44' - Паулінью 78' - Р. Орта 88' | Протокол |     |

| Муніципальний, Брага |

| 22 жовтня 2020 22:00 (20:00 BST) |

| Лестер Сіті                               | 3:0      | Зоря |
| ----------------------------------------- | -------- | ---- |
| - Меддісон 29' - Барнс 45' - Іхеаначо 67' | Протокол |      |

| Кінг Павер, Лестер |

| 29 жовтня 2020 19:55 |

| Зоря              | 1:2      | Брага                      |
| ----------------- | -------- | -------------------------- |
| - Іванісеня 90+6' | Протокол | - Паулінью 4' - Гайтан 11' |

| Славутич-Арена, Запоріжжя |

| 29 жовтня 2020 19:55 |

| АЕК            | 1:2      | Лестер Сіті                     |
| -------------- | -------- | ------------------------------- |
| - Танкович 49' | Протокол | - Варді 18' (пен.) - Чаудрі 39' |

| Олімпійський, Афіни |

| 5 листопада 2020 22:00 (20:00 GMT) |

| Лестер Сіті                                   | 4:0      | Брага |
| --------------------------------------------- | -------- | ----- |
| - Іхеаначо 21', 48' - Прат 67' - Меддісон 78' | Протокол |       |

| Кінг Павер, Лестер |

| 5 листопада 2020 22:00 |

| Зоря           | 1:4      | АЕК                                           |
| -------------- | -------- | --------------------------------------------- |
| - Кочергін 81' | Протокол | - Танкович 7' - Манталос 34' - Лівая 54', 81' |

| Славутич-Арена, Запоріжжя |

| 26 листопада 2020 19:55 (17:55 WET) |

| Брага                                             | 3:3      | Лестер Сіті                          |
| ------------------------------------------------- | -------- | ------------------------------------ |
| - Ельмусраті 4' - Паулінью 24' - Франсержіо 90+1' | Протокол | - Барнс 9' - Томас 79' - Варді 90+5' |

| Муніципальний, Брага |

| 26 листопада 2020 19:55 |

| АЕК | 0:3      | Зоря                                           |
| --- | -------- | ---------------------------------------------- |
|     | Протокол | - Громов 61' - Кабаєв 76' - Юрченко 86' (пен.) |

| Олімпійський, Афіни |

| 3 грудня 2020 19:55 |

| АЕК                                   | 2:4      | Брага                                               |
| ------------------------------------- | -------- | --------------------------------------------------- |
| - Олівейра 31' - Василантонопулос 89' | Протокол | - Тормена 8' - Ешгаю 10' - Р. Орта 45' - Галено 83' |

| Олімпійський, Афіни |

| 3 грудня 2020 19:55 |

| Зоря             | 1:0      | Лестер Сіті |
| ---------------- | -------- | ----------- |
| - Сайядманеш 84' | Протокол |             |

| Славутич-Арена, Запоріжжя |

| 10 грудня 2020 22:00 (20:00 WET) |

| Брага                              | 2:0      | Зоря |
| ---------------------------------- | -------- | ---- |
| - Абу Ханна 61' (аг) - Р. Орта 68' | Протокол |      |

| Муніципальний, Брага |

| 10 грудня 2020 22:00 (20:00 GMT) |

| Лестер Сіті             | 2:0      | АЕК |
| ----------------------- | -------- | --- |
| - Юндер 12' - Барнс 14' | Протокол |     |

| Кінг Павер, Лестер |

### Група H
| Поз | Команда | І | В | Н | П | ГЗ | ГП | РГ | О  | Кваліфікація         |     | МІЛ | ЛІЛ | СПА | СЕЛ |
| --- | ------- | - | - | - | - | -- | -- | -- | -- | -------------------- | --- | --- | --- | --- | --- |
| 1   | Мілан   | 6 | 4 | 1 | 1 | 12 | 7  | +5 | 13 | Вихід до 1/16 фіналу |     | —   | 0:3 | 3:0 | 4:2 |
| 2   | Лілль   | 6 | 3 | 2 | 1 | 14 | 8  | +6 | 11 | Вихід до 1/16 фіналу |     | 1:1 | —   | 2:1 | 2:2 |
| 3   | Спарта  | 6 | 2 | 0 | 4 | 10 | 12 | −2 | 6  |                      |     | 0:1 | 1:4 | —   | 4:1 |
| 4   | Селтік  | 6 | 1 | 1 | 4 | 10 | 19 | −9 | 4  |                      | 1:3 | 3:2 | 1:4 | —   |     |

| 22 жовтня 2020 22:00 (21:00 CEST) |

| Спарта       | 1:4      | Лілль                                |
| ------------ | -------- | ------------------------------------ |
| - Дочкал 47' | Протокол | - Язиджи 45+1', 60', 75' - Іконе 66' |

| Летна, Прага |

| 22 жовтня 2020 22:00 (20:00 BST) |

| Селтік          | 1:3      | Мілан                                        |
| --------------- | -------- | -------------------------------------------- |
| - Ельюнуссі 76' | Протокол | - Крунич 14' - Брахім Діас 42' - Гауге 90+2' |

| Селтік Парк, Глазго |

| 29 жовтня 2020 19:55 (18:55 CET) |

| Мілан                                          | 3:0      | Спарта |
| ---------------------------------------------- | -------- | ------ |
| - Брахім Діас 24' - Рафаел Леан 57' - Дало 67' | Протокол |        |

| Сан-Сіро, Мілан |

| 29 жовтня 2020 19:55 (18:55 CET) |

| Лілль                   | 2:2      | Селтік               |
| ----------------------- | -------- | -------------------- |
| - Челік 67' - Іконе 75' | Протокол | - Ельюнуссі 28', 33' |

| П'єр Моруа, Вільнев-д'Аск |

| 5 листопада 2020 22:00 (20:00 GMT) |

| Селтік         | 1:4      | Спарта                             |
| -------------- | -------- | ---------------------------------- |
| - Гріффітс 65' | Протокол | - Юліш 26', 45', 77' - Крейчий 90' |

| Селтік Парк, Глазго |

| 5 листопада 2020 22:00 (21:00 CET) |

| Мілан | 0:3      | Лілль                         |
| ----- | -------- | ----------------------------- |
|       | Протокол | - Язиджи 22' (пен.), 55', 58' |

| Сан-Сіро, Мілан |

| 26 листопада 2020 19:55 (18:55 CET) |

| Спарта                                       | 4:1      | Селтік      |
| -------------------------------------------- | -------- | ----------- |
| - Ганцко 26' - Юліш 38', 80' - Плавшич 90+4' | Протокол | - Едуар 15' |

| Летна, Прага |

| 26 листопада 2020 19:55 (18:55 CET) |

| Лілль       | 1:1      | Мілан            |
| ----------- | -------- | ---------------- |
| - Бамба 65' | Протокол | - Кастільєхо 46' |

| П'єр Моруа, Вільнев-д'Аск |

| 3 грудня 2020 19:55 (18:55 CET) |

| Лілль            | 2:1      | Спарта        |
| ---------------- | -------- | ------------- |
| - Їлмаз 80', 84' | Протокол | - Крейчий 71' |

| П'єр Моруа, Вільнев-д'Аск |

| 3 грудня 2020 19:55 (18:55 CET) |

| Мілан                                                    | 4:2      | Селтік                 |
| -------------------------------------------------------- | -------- | ---------------------- |
| - Чалханоглу 24' - Кастільєхо 26' - Гауге 50' - Діас 82' | Протокол | - Рогич 7' - Едуар 14' |

| Сан-Сіро, Мілан |

| 10 грудня 2020 22:00 (21:00 CET) |

| Спарта | 0:1      | Мілан       |
| ------ | -------- | ----------- |
|        | Протокол | - Гауге 23' |

| Летна, Прага |

| 10 грудня 2020 22:00 (20:00 GMT) |

| Селтік                                                 | 3:2      | Лілль                 |
| ------------------------------------------------------ | -------- | --------------------- |
| - Жюлльєн 21' - К. Макгрегор 28' (пен.) - Тернбулл 75' | Протокол | - Іконе 24' - Веа 71' |

| Селтік Парк, Глазго |

### Група I
| Поз | Команда             | І | В | Н | П | ГЗ | ГП | РГ  | О  | Кваліфікація         |     | ВІЛ | МТА | СІВ | КАР |
| --- | ------------------- | - | - | - | - | -- | -- | --- | -- | -------------------- | --- | --- | --- | --- | --- |
| 1   | Вільярреал          | 6 | 5 | 1 | 0 | 17 | 5  | +12 | 16 | Вихід до 1/16 фіналу |     | —   | 4:0 | 5:3 | 3:0 |
| 2   | Маккабі (Тель-Авів) | 6 | 3 | 2 | 1 | 6  | 7  | −1  | 11 | Вихід до 1/16 фіналу |     | 1:1 | —   | 1:0 | 1:0 |
| 3   | Сівасспор           | 6 | 2 | 0 | 4 | 9  | 11 | −2  | 6  |                      |     | 0:1 | 1:2 | —   | 2:0 |
| 4   | Карабах             | 6 | 0 | 1 | 5 | 4  | 13 | −9  | 1  |                      | 1:3 | 1:1 | 2:3 | —   |     |

1. ↑  В матчі Вільярреал – Карабах присуджено перемогу Вільярреалу з рахунком 3:0 після того, як матч скасували, оскільки кілька гравців команди Карабах отримали позитивний результат на SARS-CoV-2.

| 22 жовтня 2020 22:00 |

| Маккабі (Тель-Авів) | 1:0      | Карабах |
| ------------------- | -------- | ------- |
| - Коен 10'          | Протокол |         |

| Блумфілд, Тель-Авів |

| 22 жовтня 2020 22:00 (21:00 CEST) |

| Вільярреал                                            | 5:3      | Сівасспор                                |
| ----------------------------------------------------- | -------- | ---------------------------------------- |
| - Кубо 13' - Бакка 20' - Фойт 57' - Алькасер 74', 78' | Протокол | - Кайоде 33' - Ятабаре 43' - Градель 64' |

| Естадіо де ла Кераміка, Вілярреаль |

| 29 жовтня 2020 19:55 (20:55 TRT) |

| Сівасспор    | 1:2      | Маккабі (Тель-Авів)            |
| ------------ | -------- | ------------------------------ |
| - Кайоде 55' | Протокол | - Бітон 69' (пен.) - Перец 74' |

| Сівас Арена, Сівас |

| 29 жовтня 2020 19:55 (20:55 TRT) |

| Карабах     | 1:3      | Вільярреал                              |
| ----------- | -------- | --------------------------------------- |
| - Овусу 78' | Протокол | - Піно 80' - Алькасер 84', 90+5' (пен.) |

| Башакшехір Фатіх Терім, Стамбул |

| 5 листопада 2020 19:55 (20:55 TRT) |

| Сівасспор                    | 2:0      | Карабах |
| ---------------------------- | -------- | ------- |
| - Османпаша 11' - Кайоде 88' | Протокол |         |

| Сівас Арена, Сівас |

| 5 листопада 2020 22:00 (21:00 CET) |

| Вільярреал                               | 4:0      | Маккабі (Тель-Авів) |
| ---------------------------------------- | -------- | ------------------- |
| - Бакка 4', 52' - Баена 71' - Ніньйо 81' | Протокол |                     |

| Естадіо де ла Кераміка, Вілярреаль |

| 26 листопада 2020 19:55 |

| Маккабі (Тель-Авів) | 1:1      | Вільярреал  |
| ------------------- | -------- | ----------- |
| - Пешич 47'         | Протокол | - Баена 45' |

| Блумфілд, Тель-Авів |

| 26 листопада 2020 19:55 (20:55 TRT) |

| Карабах                | 2:3      | Сівасспор                           |
| ---------------------- | -------- | ----------------------------------- |
| - Зубір 8' - Матич 51' | Протокол | - Коне 40' (пен.), 79' - Кайоде 58' |

| Башакшехір Фатіх Терім, Стамбул |

| 3 грудня 2020 19:55 (20:55 TRT) |

| Карабах      | 1:1      | Маккабі (Тель-Авів) |
| ------------ | -------- | ------------------- |
| - Ромеро 37' | Протокол | - Коен 22' (пен.)   |

| Башакшехір Фатіх Терім, Стамбул |

| 3 грудня 2020 19:55 (20:55 TRT) |

| Сівасспор | 0:1      | Вільярреал     |
| --------- | -------- | -------------- |
|           | Протокол | - Чуквуезе 75' |

| Сівас Арена, Сівас |

| 10 грудня 2020 22:00 |

| Маккабі (Тель-Авів) | 1:0      | Сівасспор |
| ------------------- | -------- | --------- |
| - Саборіт 67'       | Протокол |           |

| Блумфілд, Тель-Авів |

| б/в |

| Вільярреал | 3:0      | Карабах |
| ---------- | -------- | ------- |
|            | Протокол |         |

| Естадіо де ла Кераміка, Вілярреаль |

### Група J
| Поз | Команда           | І | В | Н | П | ГЗ | ГП | РГ  | О  | Кваліфікація         |     | ТОТ | АНТ | ЛАСК | ЛУД |
| --- | ----------------- | - | - | - | - | -- | -- | --- | -- | -------------------- | --- | --- | --- | ---- | --- |
| 1   | Тоттенгем Готспур | 6 | 4 | 1 | 1 | 15 | 5  | +10 | 13 | Вихід до 1/16 фіналу |     | —   | 2:0 | 3:0  | 4:0 |
| 2   | Антверпен         | 6 | 4 | 0 | 2 | 8  | 5  | +3  | 12 | Вихід до 1/16 фіналу |     | 1:0 | —   | 0:1  | 3:1 |
| 3   | ЛАСК              | 6 | 3 | 1 | 2 | 11 | 12 | −1  | 10 |                      |     | 3:3 | 0:2 | —    | 4:3 |
| 4   | Лудогорець        | 6 | 0 | 0 | 6 | 7  | 19 | −12 | 0  |                      | 1:3 | 1:2 | 1:3 | —    |     |

| 22 жовтня 2020 22:00 (20:00 BST) |

| Тоттенгем Готспур                        | 3:0      | ЛАСК |
| ---------------------------------------- | -------- | ---- |
| - Моура 18' - Андраде 27' (аг) - Сон 84' | Протокол |      |

| Тоттенгем Готспур Стедіум, Лондон |

| 22 жовтня 2020 22:00 |

| Лудогорець         | 1:2      | Антверпен                    |
| ------------------ | -------- | ---------------------------- |
| - Марін Ескаві 46' | Протокол | - Геркенс 63' - Рафаелов 70' |

| Хювефарма Арена, Разград |

| 29 жовтня 2020 19:55 (18:55 CET) |

| Антверпен      | 1:0      | Тоттенгем Готспур |
| -------------- | -------- | ----------------- |
| - Рафаелов 29' | Протокол |                   |

| Босейлстадіон, Антверпен |

| 29 жовтня 2020 19:55 (18:55 CET) |

| ЛАСК                                                  | 4:3      | Лудогорець                  |
| ----------------------------------------------------- | -------- | --------------------------- |
| - Балич 2' - Грубер 12' - Раґуж 35' - Вердон 56' (аг) | Протокол | - Ману 15', 67', 74' (пен.) |

| Лінцер, Лінц |

| 5 листопада 2020 19:55 |

| Лудогорець   | 1:3      | Тоттенгем Готспур                      |
| ------------ | -------- | -------------------------------------- |
| - Кешеру 50' | Протокол | - Кейн 13' - Моура 33' - Ло Чельсо 62' |

| Хювефарма Арена, Разград |

| 5 листопада 2020 22:00 (21:00 CET) |

| Антверпен | 0:1      | ЛАСК            |
| --------- | -------- | --------------- |
|           | Протокол | - Еггештайн 55' |

| Босейлстадіон, Антверпен |

| 26 листопада 2020 19:55 (18:55 CET) |

| ЛАСК | 0:2      | Антверпен                    |
| ---- | -------- | ---------------------------- |
|      | Протокол | - Рафаелов 53' - Геркенс 83' |

| Лінцер, Лінц |

| 26 листопада 2020 22:00 (20:00 GMT) |

| Тоттенгем Готспур                                  | 4:0      | Лудогорець |
| -------------------------------------------------- | -------- | ---------- |
| - Карлос Вінісіус 16', 34' - Вінкс 63' - Моура 73' | Протокол |            |

| Тоттенгем Готспур Стедіум, Лондон |

| 3 грудня 2020 19:55 (18:55 CET) |

| ЛАСК                                           | 3:3      | Тоттенгем Готспур                               |
| ---------------------------------------------- | -------- | ----------------------------------------------- |
| - Міхорль 42' - Еггештайн 84' - Карамоко 90+3' | Протокол | - Бейл 45+2' (пен.) - Сон 56' - Аллі 87' (пен.) |

| Лінцер, Лінц |

| 3 грудня 2020 19:55 (18:55 CET) |

| Антверпен                             | 3:1      | Лудогорець     |
| ------------------------------------- | -------- | -------------- |
| - Онгла 19' - Де Лат 72' - Бенсон 87' | Протокол | - Десподов 53' |

| Босейлстадіон, Антверпен |

| 10 грудня 2020 22:00 (20:00 GMT) |

| Тоттенгем Готспур                     | 2:0      | Антверпен |
| ------------------------------------- | -------- | --------- |
| - Карлос Вінісіус 57' - Ло Чельсо 71' | Протокол |           |

| Тоттенгем Готспур Стедіум, Лондон |

| 10 грудня 2020 22:00 |

| Лудогорець | 1:3      | ЛАСК                                            |
| ---------- | -------- | ----------------------------------------------- |
| - Ману 46' | Протокол | - Візінгер 56' - Реннер 61' (пен.) - Мадсен 67' |

| Хювефарма Арена, Разград |

### Група K
| Поз | Команда      | І | В | Н | П | ГЗ | ГП | РГ | О  | Кваліфікація         |     | ДИЗ | ВОЛ | ФЕЄ | ЦСМ |
| --- | ------------ | - | - | - | - | -- | -- | -- | -- | -------------------- | --- | --- | --- | --- | --- |
| 1   | Динамо       | 6 | 4 | 2 | 0 | 9  | 1  | +8 | 14 | Вихід до 1/16 фіналу |     | —   | 1:0 | 0:0 | 3:1 |
| 2   | Вольфсбергер | 6 | 3 | 1 | 2 | 7  | 6  | +1 | 10 | Вихід до 1/16 фіналу |     | 0:3 | —   | 1:0 | 1:1 |
| 3   | Феєнорд      | 6 | 1 | 2 | 3 | 4  | 8  | −4 | 5  |                      |     | 0:2 | 1:4 | —   | 3:1 |
| 4   | ЦСКА         | 6 | 0 | 3 | 3 | 3  | 8  | −5 | 3  |                      | 0:0 | 0:1 | 0:0 | —   |     |

| 22 жовтня 2020 22:00 (21:00 CEST) |

| Вольфсбергер        | 1:1      | ЦСКА      |
| ------------------- | -------- | --------- |
| - Ліндль 42' (пен.) | Протокол | - Гайч 5' |

| Вертерзее-Штадіон, Клагенфурт |

| 22 жовтня 2020 22:00 (21:00 CEST) |

| Динамо | 0:0      | Феєнорд |
| ------ | -------- | ------- |
|        | Протокол |         |

| Максимир, Загреб |

| 29 жовтня 2020 19:55 (18:55 CET) |

| Феєнорд       | 1:4      | Вольфсбергер                                              |
| ------------- | -------- | --------------------------------------------------------- |
| - Бергейс 54' | Протокол | - Ліндль 4' (пен.), 13' (пен.), 60' - Йовельич 66' (пен.) |

| Де Кейп, Роттердам |

| 29 жовтня 2020 19:55 (20:55 MSK) |

| ЦСКА | 0:0      | Динамо |
| ---- | -------- | ------ |
|      | Протокол |        |

| ЗЕБ-Арена, Москва |

| 5 листопада 2020 22:00 (21:00 CET) |

| Динамо        | 1:0      | Вольфсбергер |
| ------------- | -------- | ------------ |
| - Атімвен 76' | Протокол |              |

| Максимир, Загреб |

| 5 листопада 2020 22:00 (21:00 CET) |

| Феєнорд                                 | 3:1      | ЦСКА              |
| --------------------------------------- | -------- | ----------------- |
| - Гапс 63' - Кьокчю 71' - Гертрейда 72' | Протокол | - Сенезі 80' (аг) |

| Де Кейп, Роттердам |

| 26 листопада 2020 19:55 (18:55 CET) |

| Вольфсбергер | 0:3      | Динамо                                     |
| ------------ | -------- | ------------------------------------------ |
|              | Протокол | - Маєр 60' - Петкович 75' - Іванушец 90+1' |

| Вертерзее-Штадіон, Клагенфурт |

| 26 листопада 2020 19:55 (20:55 MSK) |

| ЦСКА | 0:0      | Феєнорд |
| ---- | -------- | ------- |
|      | Протокол |         |

| ЗЕБ-Арена, Москва |

| 3 грудня 2020 19:55 (20:55 MSK) |

| ЦСКА | 0:1      | Вольфсбергер   |
| ---- | -------- | -------------- |
|      | Протокол | - Візінгер 22' |

| ЗЕБ-Арена, Москва |

| 3 грудня 2020 19:55 (18:55 CET) |

| Феєнорд | 0:2      | Динамо                             |
| ------- | -------- | ---------------------------------- |
|         | Протокол | - Петкович 45+5' (пен.) - Маєр 53' |

| Де Кейп, Роттердам |

| 10 грудня 2020 22:00 (21:00 CET) |

| Вольфсбергер  | 1:0      | Феєнорд |
| ------------- | -------- | ------- |
| - Йовелич 31' | Протокол |         |

| Вертерзее-Штадіон, Клагенфурт |

| 10 грудня 2020 22:00 (21:00 CET) |

| Динамо                                    | 3:1      | ЦСКА            |
| ----------------------------------------- | -------- | --------------- |
| - Гвардіол 28' - Оршич 41' - Кастраті 75' | Протокол | - Бістрович 77' |

| Максимир, Загреб |

### Група L
| Поз | Команда         | І | В | Н | П | ГЗ | ГП | РГ  | О  | Кваліфікація         |     | ГОФ | ЦЗ  | СЛО | ГНТ |
| --- | --------------- | - | - | - | - | -- | -- | --- | -- | -------------------- | --- | --- | --- | --- | --- |
| 1   | Гоффенгайм 1899 | 6 | 5 | 1 | 0 | 17 | 2  | +15 | 16 | Вихід до 1/16 фіналу |     | —   | 2:0 | 5:0 | 4:1 |
| 2   | Црвена Звезда   | 6 | 3 | 2 | 1 | 9  | 4  | +5  | 11 | Вихід до 1/16 фіналу |     | 0:0 | —   | 5:1 | 2:1 |
| 3   | Слован          | 6 | 2 | 1 | 3 | 4  | 13 | −9  | 7  |                      |     | 0:2 | 0:0 | —   | 1:0 |
| 4   | Гент            | 6 | 0 | 0 | 6 | 4  | 15 | −11 | 0  |                      | 1:4 | 0:2 | 1:2 | —   |     |

| 22 жовтня 2020 22:00 (21:00 CEST) |

| Слован            | 1:0      | Гент |
| ----------------- | -------- | ---- |
| - Юсуф Хелаль 29' | Протокол |      |

| Біля Ніси, Ліберець |

| 22 жовтня 2020 22:00 (21:00 CEST) |

| Гоффенгайм 1899                 | 2:0      | Црвена Звезда |
| ------------------------------- | -------- | ------------- |
| - Баумгартнер 64' - Дабур 90+3' | Протокол |               |

| Рейн-Некар-Арена, Зінсгайм |

| 29 жовтня 2020 19:55 (18:55 CET) |

| Црвена Звезда                                                 | 5:1      | Слован         |
| ------------------------------------------------------------- | -------- | -------------- |
| - Бен-Набуан 7', 22' - Гаїч 50' - Катаї 67' - Фальчінеллі 70' | Протокол | - Матоушек 41' |

| Стадіон імені Райко Митича, Белград |

| 29 жовтня 2020 19:55 (18:55 CET) |

| Гент               | 1:4      | Гоффенгайм 1899                                                           |
| ------------------ | -------- | ------------------------------------------------------------------------- |
| - Кляйндінст 90+3' | Протокол | - Бельфоділь 36' (пен.) - Грілліч 52' - Гачинович 73' - Баумгартнер 90+4' |

| Геламко Арена, Гент |

| 5 листопада 2020 22:00 (21:00 CET) |

| Гоффенгайм 1899                                  | 5:0      | Слован |
| ------------------------------------------------ | -------- | ------ |
| - Дабур 22', 30' - Грілліч 59' - Адамян 71', 76' | Протокол |        |

| Рейн-Некар-Арена, Зінсгайм |

| 5 листопада 2020 22:00 (21:00 CET) |

| Црвена Звезда           | 2:1      | Гент               |
| ----------------------- | -------- | ------------------ |
| - Канга 12' - Катаї 59' | Протокол | - Оджиджа-Офое 31' |

| Стадіон імені Райко Митича, Белград |

| 26 листопада 2020 19:55 (18:55 CET) |

| Слован | 0:2      | Гоффенгайм 1899                         |
| ------ | -------- | --------------------------------------- |
|        | Протокол | - Баумгартнер 77' - Крамарич 89' (пен.) |

| Біля Ніси, Ліберець |

| 26 листопада 2020 19:55 (18:55 CET) |

| Гент | 0:2      | Црвена Звезда                 |
| ---- | -------- | ----------------------------- |
|      | Протокол | - Петрович 2' - Милунович 58' |

| Геламко Арена, Гент |

| 3 грудня 2020 19:55 (18:55 CET) |

| Гент          | 1:2      | Слован                    |
| ------------- | -------- | ------------------------- |
| - Яремчук 60' | Протокол | - Мара 32' - Качараба 55' |

| Геламко Арена, Гент |

| 3 грудня 2020 19:55 (18:55 CET) |

| Црвена Звезда | 0:0      | Гоффенгайм 1899 |
| ------------- | -------- | --------------- |
|               | Протокол |                 |

| Стадіон імені Райко Митича, Белград |

| 10 грудня 2020 22:00 (21:00 CET) |

| Слован | 0:0      | Црвена Звезда |
| ------ | -------- | ------------- |
|        | Протокол |               |

| Біля Ніси, Ліберець |

| 10 грудня 2020 22:00 (21:00 CET) |

| Гоффенгайм 1899                            | 4:1      | Гент          |
| ------------------------------------------ | -------- | ------------- |
| - Байер 21', 49' - Сков 26' - Крамарич 64' | Протокол | - Фортуна 81' |

| Рейн-Некар-Арена, Зінсгайм |

## Позначки
1. ↑  Для матчів до 24 жовтня 2020 — 1 тур — в EEST (UTC+3), а для матчів 2-6 туру — EET (UTC+2).
2. 1 2 3  Домашні матчі ЦСКА пройдуть  на стадіоні Васил Левський у Софії, замість їх домашнього стадіону — Болгарска армія (Софія).
3. 1 2 3  Домашній матч Дандолку проти Молде пройде  на стадіоні Таллот у Дубліні, а матчі проти Рапіду та Арсеналу ‒ на стадіоні Авіва (Дублін), замість їх домашнього стадіону — Оріел-Парк (Дандолк).
4. 1 2 3  Домашні матчі Хапоеля пройдуть  на стадіоні Га-Мошава у Петах-Тікві, замість їх домашнього стадіону — Стадіон Тернер (Беер-Шева).
5. 1 2 3  Домашні матчі Зорі пройдуть  на Славутич-Арені у Запоріжжі, замість їх домашнього стадіону — Авангард (Луганськ) — через війну на сході України.
6. 1 2 3  Домашні матчі Карабаху пройдуть  на стадіоні Башакшехір Фатіх Терім у Стамбулі замість їх домашнього стадіону — Республіканський стадіон імені Тофіка Бахрамова (Баку) — оскільки 20 жовтня 2020 УЄФА оголосили, що проведення усіх матчів УЄФА на території Вірменії та Азербайджану тимчасово припинено до подальшого рішення через конфлікт в Нагірному Карабасі 2020.[5].
7. ↑  Матч Вільярреал проти Карабаху, який було заплановано на 10 грудня о 22:00 EET, було скасовано через випадки захворювання на  COVID-19 серед гравців Карабаху.[6]
8. 1 2 3  Домашні матчі ЛАСКу пройдуть  на стадіоні Лінцер у Лінці, замість їх домашнього стадіону — Вальдштадіон (Пашинг).
9. 1 2 3  Домашні матчі Вольфсбергеру пройдуть  на стадіоні Вертерзее-Штадіон у Клагенфурті, замість їх домашнього стадіону — Лавантталь-Арена (Вольфсберг).